# المحكمة العليا الهولندية
المحكمة العليا الهولندية (بالهولندية: Hoge Raad der Nederlanden) ورسميًا المجلس الأعلى لهولندا هو آخر محكمة استئناف في القضايا المدنية والجنائية والضريبية في هولندا، بما في ذلك كوراساو وسينت مارتن وأروبا. تأسست المحكمة في 1 أكتوبر 1838 ويقع مقرها في لاهاي.
تحكم المحكمة العليا في القضايا المدنية والجنائية. في بعض القضايا الإدارية يكون لها اختصاص نهائي أيضًا، بينما في حالات أخرى تقع هذه الولاية القضائية على عاتق القسم القضائي في مجلس الدولة، ومحكمة الاستئناف المركزية، ومحكمة الاستئناف التجارية والصناعية. وكذلك المؤسسات القضائية في الجزء الكاريبي من مملكة هولندا. المحكمة هي محكمة نقض، مما يعني أنها تتمتع بصلاحية إلغاء أو تأكيد أحكام المحاكم الأدنى، ولكن في اختصاص إعادة النظر أو التشكيك في الوقائع. فهي تنظر فقط فيما إذا كانت المحاكم الدنيا قد طبقت القانون بشكل صحيح وأن الأحكام لديها أسباب كافية. وهو بذلك يؤسس السوابق القضائية. وفقًا للمادة 120 من الدستور لا يجوز للمحاكم أن تفصل في دستورية القوانين التي أقرها مجلس النواب والمعاهدات. باستثناء المحكمة الدستورية في سانت مارتن (التي تحكم الدستورية فيما يتعلق بدستور سانت مارتن فقط)، لا تتمتع المحاكم باختصاص المراجعة القضائية فيما يتعلق بالدستور.
تتكون المحكمة العليا حاليًا من 36 قاضياً: رئيس وستة نواب للرئيس وخمسة وعشرون قاضياً وأربعة قضاة استثنائيين. يتم تعيين جميع القضاة مدى الحياة، إلى أن ينسحبوا بناءً على طلبهم أو إلزاميًا في سن السبعين.